# Vryburgia trionymoides
Vryburgia trionymoides är en insektsart som först beskrevs av De Lotto 1961.  Vryburgia trionymoides ingår i släktet Vryburgia och familjen ullsköldlöss.
Artens utbredningsområde är Kenya. Inga underarter finns listade i Catalogue of Life.